# Loireng
Loireng is een bestuurslaag in het regentschap Demak van de provincie Midden-Java, Indonesië. Loireng telt 3029 inwoners (volkstelling 2010).